# Ławeczka Jerzego Waldorffa w Słupsku
Ławeczka Jerzego Waldorffa w Słupsku – pomnik w formie ławeczki usytuowany w parku im. Jerzego Waldorffa w Słupsku.

## Opis
Pomnik-ławeczkę przedstawiający Jerzego Waldorffa, Honorowego Obywatela Miasta Słupska, pomysłodawcę i propagatora słupskiego Festiwalu Pianistyki Polskiej odsłonięto 24 listopada 2018 roku. Ławeczka została usytuowana na terenie parku im. Jerzego Waldorffa, vis-à-vis słupskiej filharmonii.
Pomnik ukazuje postać Jerzego Waldorffa siedzącego na skraju ławki w towarzystwie swojego psa, jamnika Puzona. Rzeźbę wykonano z brązu, a autorem projektu była rzeźbiarka Dorota Dziekiewicz-Pilich.